# 双式词
同源异形词在语源学中是指同一语言内具有相同词源但是目前形式（及含义）有不同的词，英文中一组同源异形词有两个时称为（或），譯作双式词、对偶词、同源对似词、词对或骈词，有三个时称为。同源异形词通常（但未必）是因为不同的途径进入目标语言而产生。由于同源、同义的词之间若有亲缘关系，往往会相当明显，该术语主要是指至少在意义上有一定分歧的词对。它们可能有相关的含义，例如英语中的pyre（柴堆）和fire（火）均来自原始印歐語的*péh₂ur；也可能具有完全相反的含义，如英语中的guest（客）和host（主）。

## 漢語
一些方言中的文白异读可能表示不同的意思，也是一種同源异形现象。例如广州话的「平」的白讀「peng4 /pʰɛŋ˨˩/」表示「便宜」，而文讀「ping4 /pʰɪŋ˨˩/」表示「平坦」。